# Romero (película)
Romero es una película biográfica y religiosa mexicano-estadounidense realizada en 1989, coproducción entre Estados Unidos y México, que describe la vida y obra del arzobispo católico salvadoreño Óscar Arnulfo Romero, célebre por denunciar desde la Iglesia católica los atropellos realizados por los cuerpos de seguridad y la Fuerza Armada a la población civil en la década de 1970, conduciendo así protestas pacíficas y clamando por el cese a la represión dirigida por el violento régimen militar, acciones que al final le costarían su propia vida. 
La película está protagonizada por Raúl Juliá, Richard Jordan (que da vida al mártir sacerdote Rutilio Grande, compañero y amigo incondicional de Romero), así como los actores Ana Alicia, Harold Gould, Tony Plana, y Alejandro Bracho. Aunque la película describe hechos reales, se incluyen también algunos personajes ficticios.

## Argumento de la obra
Corría el año 1977. La acción se desarrolla en la antesala de las elecciones presidenciales en El Salvador, en medio de un ambiente de inestabilidad, tanto social como política, una de esas situaciones se muestra en uno de disturbios y marchas públicas generadas por el candidato opositor Ernesto Dorio (Robert Viharo), quién al dirigirse ante la multitud les incita a no dejarse intimidar, previniendo a la población reunida estar alerta para no permitir que en este nuevo ejercicio electoral ocurrieran hechos fraudulentos como en otros años donde el poder militar había prevalecido ante la decisión del pueblo; y el surgimiento de una organización insurgente denominada Frente Farabundo Martí para la Liberación Nacional. El régimen militar organiza y envía grupos paramilitares (escuadrones de la muerte) con el fin de ejecutar acciones en contra de opositores políticos o sospechosos de ser contrarios al gobierno y al sistema político vigente. Así, estos grupos paramilitares clandestinos estaban habilitados para detener, torturar y en última instancia asesinar a cualquier persona que hablara en contra del gobierno y denunciara el atropello de los derechos humanos, catalogándolo tales situaciones como "posible  insurrección comunista".
Llegado el día de las elecciones aparecen en la escena Oscar Arnulfo Romero (Raúl Julia), junto a su amigo el padre Rutilio Grande (Richard Jordan) un férreo defensor jesuita de la Teología de la liberación, recorriendo juntos un barrio pobre en Aguilares donde Grande fungía como párroco, en el mismo ambos observan como los campesinos y personas ahí reunidas conversan acerca de la forma injusta y represiva con que las autoridades militares y políticas los tratan y que esta situación está en contra de voluntad de Dios. Grande, Romero, y un par de sacerdotes más son informados que un grupo de militares había colocado un retén en la carretera hacia El Paisnal, un poblado vecino; Ahí un número de gente dispuesta a votar en Aguilares habían sido atacadas en el autobús donde se transportaban y detenidas por soldados, inmediatamente Grande y Romero se dirige junto con los demás sacerdotes. Al llegar al lugar, Grande media con el comandante militar para que deje ir a la gente proponiendo ir a pie hasta Aguilares con la protección de sus soldados, el comandante entonces le dijo que los dejaría marchar y que no era necesaria su vigilancia, los soldados ametrallan el autobús como señal de amenaza y decomisan el vehículo a Romero asegurándole que lo devolverán más tarde. Ya en camino, el grupo de sacerdotes empieza hablar de lo sucedido, y como la situación en el país era cada vez más complicada para ellos, y como el nuevo arzobispo a elegir debería de poner un alto a dicha situaciones contra la Iglesia, bromeando además que para ellos Romero seguramente sería el último y menos esperado de los candidatos para tal misión, por su ortodoxa posición conservadora ante las vigentes situaciones políticas. 
En ese año la Santa Sede sorpresivamente elige a Oscar Arnulfo Romero para el cargo de arzobispo de San Salvador; al ser el mismo informado de la noticia se considera la persona menos adecuada para el cargo, pero igual este recibe el apoyo de la mayor parte del Episcopado salvadoreño y la feligresía. Tras tomar "posesión", conoce al presidente electo de la República, el general Carlos Humberto Romero (Harold Cannon-López), por cuya familia era muy apreciado y admirado. Al principio, Romero asume una postura relativamente blanda, buscando no acentuar con sus declaraciones la tensión social existente. Sin embargo, en un hecho acaecido en el poblado de Aguilares, donde ocurre un ataque a la población civil en una celebración religiosa, donde Grande reclama una mayor atención a la convulsión social, su posición con respecto al tema parece modificarse, cambio que se consuma tras conocer la noticia del asesinato de su amigo, el padre Rutilio en una emboscada perpetrada por grupos de exterminio paramilitar. Durante los funerales de Grande, suspende todas las celebraciones litúrgicas en el interior del país y celebra una sola misa solemne en la Catedral Metropolitana de San Salvador. Romero comienza entonces a adoptar una postura contraria a las políticas del gobierno de turno.
Posteriormente una amiga personal Arista Zelada (Ana Alicia) le pide abogar en un rescate pro-gubernamental por la liberación de su esposo y Ministro de Agricultura Rafael Zelada (Omar Chagall) quien habían sido tomado por la guerrilla como rehén político, sin lograrse resultados. Más adelante Romero descubre que un amigo, el padre Osuna (Alejandro Bracho), un militante crítico del régimen gobernante había sido capturado y torturado por fuerzas militares, dirigidas por el teniente Ricardo Columa (Eddie Vélez) (mismo que había detenido el bus con personas votantes en Aguilares) este amenaza a Romero si pretende llevárselo en libertad sin una orden expedida desde los mandos superiores de ejército, Después de asegurar su liberación, Romero instiga a los miembros del Episcopado a no presentarse a la toma de posesión presidencial de Carlos Humberto Romero hasta que no se investiguen los casos de varios sacerdotes y civiles desaparecidos, medida que causa opiniones diversas. Poco después es informado que fuerzas militares han tomado la iglesia de Aguilares, y la han convertido en un cuartel de soldados. Romero tras llegar al lugar, dialoga con el comandante principal para recuperar la Eucaristía de los copones que ahí se encontraban, este lo amenaza con acribillarlo si lo intenta, pero Monseñor arropado con un grupo de feligreses católicos logran recuperar el templo de forma pacífica. 
Romero aboga nuevamente, esta vez en los intentos de lograr la liberación de un alto jefe militar secuestrado por la guerrilla, con el cual había sostenido una plática de confesión días antes, se le detiene en el proceso tras ser traicionado por miembros de ejército que le aseguraron no tomarían represalias si convencía a sacerdotes que eran afines a los insurgentes en liberar a los rehenes militares privados por la guerrilla, dichos miembros militares habían sido las responsables de asesinar a campesinos a través del secuestro para poder así silenciar su activismo; Monseñor es encerrado en una celda tras la confusión pero puesto en libertad posteriormente después al aclararse los hechos. Ahí mismo Osuna es nuevamente arrestado y torturado hasta la muerte. Sin inmutarse frente a los hechos y a pesar de las constantes advertencias amenazantes y reproches, tanto desde el clero como de amigos civiles dirigidas a su persona, Romero mantiene su postura de denuncia y rechaza los métodos violentos tanto del ejército como de la guerrilla. Al punto que en la que sería su última homilía dominical, fue tajante al ordenar en nombre de Dios que cesaran los enfrentamientos bélicos, instando a la Guardia Nacional a no acatar las órdenes que recibieran desde los altos dirigentes militares en contra de la población. Dichas palabras le costarían la vida, siendo asesinado al día siguiente mientras sostenía la Eucaristía en una misa que este oficiaba.  Al final de la cinta se recuerda tres de las citas más memorables a él atribuidas

«Muchas veces he sido amenazado con la muerte, Si me matan, resucitaré en el pueblo salvadoreño.».

«Que mi sangre sea semilla de libertad y la señal de que la esperanza pronto se convertirá en realidad».

«Un obispo morirá pero la Iglesia de Dios, que es el pueblo, jamás perecerá»

## Reparto
- Raúl Juliá como Óscar Arnulfo Romero, Arzobispo de San Salvador.

- 'Richard Jordan' como Rutilio Grande SJ.

- Alejandro Bracho como el padre Alfonzo Osuna, SJ.

- Tony Plana como el padre Manuel Morantes, SJ.

- Lucy Reina como Lucía, una campesina pobre, amiga de Romero (personaje ficticio).

- Ana Alicia como Arista Zelada, amiga de clase alta de Romero (personaje ficticio).

- Omar Chagall como Rafael Zelada, ministro de agricultura y esposo de Arista (personaje ficticio).

- Harold Gould como Francisco Galedo, padre rico de Arista (personaje ficticio).

- Eddie Vélez como el teniente Ricardo Columa, un líder militar y político de extrema derecha (personaje ficticio que algunos comparan con el mayor Roberto d'Aubuisson).

- Robert Viharo como el coronel Ernesto Dorio, candidato opositor en las elecciones de 1977 en El Salvador (personaje ficticio, inspirado en Ernesto Claramount Rozeville)

- Harold Cannon-López como Carlos Humberto Romero, dictador militar del Salvador desde 1977 a 1979 (sin relación histórica con el arzobispo Romero).

- Al Ruscio como obispo Estrada, el “Vicario militar” de San Salvador y opositor de Romero.

- Claudio Brook como el obispo Flores, un obispo vacilante.

- Martín LaSalle como Arturo Rivera y Damas, obispo de la Diócesis de Santiago de María (se convirtió en arzobispo de San Salvador después de la muerte de Romero).

- Eduardo López Rojas como el obispo Córdova, un aliado de Romero.

- Tony Pérez como el padre Rafael Villez, secretario de la Conferencia Episcopal.

- Evangelina Elizondo como Josephina Gatedo

## Producción
Romero es el primer largometraje de Paulist Pictures, una compañía de cinematografía fundada por los padres paulistas, sociedad de sacerdotes de vida apostólica perteneciente a la Iglesia católica; la película fue una coproducción estadounidense-mexicana, siendo esta rodada en localizaciones ubicadas dentro del estado de Morelos, México. La compañía también fue conocida por la producción de una serie de televisión llamada Insight. La cinta además se proyectó el año de 1989 en el Festival Internacional de Cine de Toronto. Fue dirigida por el cineasta australiano-mexicano John Duigan, y producida por el fundador de Paulist Pictures, el padre Kieser Ellwood. El director Alfonso Cuarón trabajó como asistente de dirección para esta película. El compositor Gabriel Yared, que había logrado ganar un premio BAFTA y un premio Óscar por sus partituras, compuso la música para Romero.

## Recepción
En términos generales Romero fue bien recibida por los críticos. La película posee actualmente un 75% de aceptación como valoración en el sitio Rotten Tomatoes, basado en ocho comentarios.
Para esta película el periodista en cine Roger Ebert del periódico Chicago Sun-Times dio a la película una crítica moderadamente positiva; otorgándole dos estrellas y media de cuatro posibles. Ebert elogió de Juliá, juzgando que su actuación era «excepcional y razonable en su rendimiento, pero sentí que la película era previsible y por lo tanto no tan potente como otras películas biográficas».*
En el año 2004, el National Catholic Register y la revista Faith & Family clasificaron a “Romero” en posición n.o 26 en sus “Películas Pro-católicas Top 100”, y cuando se puso en marcha la “Quinquenia por la Libertad” (QPL) de los Obispos Católicos de Estados Unidos en el año 2012, el NCR recomendó ver a “Romero” durante la mencionada actividad religiosa. Además “Romero” aparece habitualmente en las principales listas del cine católico latinoamericano.